# Černožice
Černožice är en ort i Tjeckien. Den ligger i den centrala delen av landet, 110 km öster om huvudstaden Prag. Černožice ligger 256 meter över havet och antalet invånare är 1 253.
Terrängen runt Černožice är platt.Runt Černožice är det ganska tätbefolkat, med 120 invånare per kvadratkilometer. Närmaste större samhälle är Hradec Králové, 12,5 km söder om Černožice. Trakten runt Černožice består till största delen av jordbruksmark.